# Alexis Michaud
 (mars 2017).
 (mars 2018).
Pour les articles homonymes, voir Michaud.
Alexis Michaud, né le 16 août 1975, est un linguiste et chargé de recherche au CNRS français.

## Biographie
Il entre en 1994 à l'École normale supérieure de Fontenay-Saint-Cloud, où il entame des études d'anglais, littérature et linguistique. Dans le cadre de ses études, il est lecteur à l'université d'Oxford en 1995-1996, major à l'agrégation d'anglais en 1997, soutient en 1998 un DEA de linguistique à l'université Paris 4, enseigne l'anglais pendant un an à l'Université normale de la capitale à Pékin, puis durant deux ans à l'université Nationale de Hanoï.
Il soutient en 2002 un DEA en phonologie, à l'Université Paris 3-Sorbonne Nouvelle et  une thèse en 2005, intitulée Prosodie de langues à tons (naxi et vietnamien), prosodie de l’anglais : éclairages croisés. Il est ATER durant une année.
En octobre 2006, il est nommé chargé de recherche au CNRS, rattaché au laboratoire Langues et civilisations à tradition orale (LACITO) jusqu'en décembre 2010. En 2011-2012, il est rattaché au Centre d'études français sur la Chine contemporaine, à Hong Kong. Il travaille ensuite à l'Institut MICA (en) de Hanoï jusqu'en juin 2016 puis revient au LACITO.
Il soutient une habilitation universitaire en 2017.

## Recherches
Il est spécialisé dans l'étude phonétique des langues d'Asie du Sud-Est, en particulier le naxi, le vietnamien, le na et le lazé et travaille sur la typologie des langues à tons et sur la phonologie panchronique. Il est contributeur de la collection d'enregistrement de langues rares en libre accès développée par le LACITO, la collection Pangloss. Il est nommé “LFK Young Scholar” par la Li Fang-Kuei Society for Chinese Linguistics en 2014. Son travail a fait l'objet d'un documentaire de la télévision chinoise en 2012.

## Activités éditoriales et institutionnelles
Il est l'auteur d'un livre, Tone in Yongning Na: Lexical tones and morphotonology,.
Il est membre du comité éditorial de Linguistics of the Tibeto-Burman Area depuis 2014. Membre du conseil de l'Association phonétique internationale pour la période 2015-2019, il est depuis 2016 l'un des trois éditeurs adjoints (associate editors) du Journal of the International Phonetic Association. Depuis 2017, il est également l'un des éditeurs adjoints (associate editors) de la revue Language and Linguistics.

## Publications

### Ouvrages
- Alexis Michaud, Tone in Yongning Na: Lexical tones and morphotonology, Berlin, Language Science Press, 2017 (DOI 10.5281/zenodo.439004, lire en ligne)
- (Codir. avec Aliyah Morgenstern), Faits de langues no 29 : «La réduplication», Paris, Ophrys, 2007.
- Online Na-English-Chinese Dictionary, version 1.0, 2015.

### Articles et chapitres
- (en) « Final consonants and glottalization: New perspectives from Hanoi Vietnamese », Phonetica, vol. 61, nos 2-3,‎ 2004, p. 119-146.
- Avec Martine Mazaudon, « Tonal contrasts and initial consonants: a case study of Tamang, a ‘missing link’ in tonogenesis », Phonetica, vol. 65, no 3,‎ 2008, p. 231-256
- “Replicating in Naxi (Tibeto-Burman) an experiment designed for Yorùbá: An approach to ‘prominence-sensitive prosody’ vs. ‘calculated prosody’”, Proceedings of Speech Prosody 2006, Dresden.
- (en) « Three extreme cases of neutralisation: nasality, retroflexion and lip-rounding in Naxi », Cahiers de Linguistique Asie Orientale, vol. 35, no 1,‎ 2006, p. 23–55 (DOI 10.3406/clao.2006.1746, lire en ligne)
- (en) « The tones of numerals and numeral-plus-classifier phrases: on structural similarities between Naxi, Na and Laze », Linguistics of the Tibeto-Burman Area, vol. 34, no 1,‎ 2011, p. 1-26
- Avec Boyd Michailovsky, « Syllabic inventory of a Western Naxi dialect, and correspondence with Joseph F. Rock’s transcriptions », Cahiers de Linguistique Asie Orientale, vol. 35, no 1,‎ 2006, p. 3–21 (DOI 10.3406/clao.2006.1745, lire en ligne)
- "Monosyllabicization: Patterns of Evolution in Asian Languages", in Nicole Nau; Thomas Stolz; Cornelia Stroh, Monosyllables: From Phonology to Typology, Berlin: Akademie Verlag, 2012, p. 115–130.
- Avec Xueguang He, « Reassociated tones and coalescent syllables in Naxi (Tibeto-Burman) », Journal of the International Phonetic Association, vol. 37, no 3,‎ 2009, p. 237-255
- Avec Guillaume Jacques, « Approaching the historical phonology of three highly eroded Sino-Tibetan languages: Naxi, Na and Laze », Diachronica, vol. 28, no 4,‎ 2011, p. 468-498 (lire en ligne)
- Avec Guillaume Jacques et Robert Rankin, « Historical transfer of nasality between consonantal onset and vowel: from C to V or from V to C? », Diachronica, vol. 29, no 2,‎ 2012, p. 201–230